# Conostigmus speculiger
Conostigmus speculiger is een vliesvleugelig insect uit de familie van de Megaspilidae. De wetenschappelijke naam van de soort is voor het eerst geldig gepubliceerd in 1974 door Dessart.